# 霞浦核电站
霞浦核电站位于中国福建省宁德市霞浦县长春镇长表岛，目前核电站建设正在进行。
：
- 1台600MW钠冷快中子反应堆中国示范快堆CFR-600机组。业主为中核霞浦核电有限公司，快堆示范工程厂区已于2015年7月启动土石方正挖施工，2017年12月开始核岛主体工程建设，预计2023年完工。
- 在同一地點，第二個 600 MW 快堆 CFR-600 的建造於2020年12月開始[2]，並提出了四個 1000 MW CAP1000[3]。
- 1台600MW级高温气冷堆行波反应堆（TWR）的快堆核反应堆机组、4台1000MW级压水堆机组。业主为华能霞浦核电有限公司，计划2016年12月开始厂区场地平整施工，2018年底进行主体工程施工。

## 反應堆數據
| 機組    | 類型 | 淨容量  | 總容量  | 熱容量   | 施工開始   | 運營開始 | 註記  |
| ------- | ---- | ------- | ------- | -------- | ---------- | -------- | ----- |
| 霞浦1號 | FBR  | 642 MWe | 682 MWe | 1882 MWt | 2017-12-29 | 2023     | [ 5 ] |
| 霞浦2號 | FBR  | 642 MWe | 682 MWe | 1882 MWt | 2020-12-27 | 2025     | [ 2 ] |